# Silba horridomedea
Silba horridomedea är en tvåvingeart som beskrevs av Mcalpine 1964. Silba horridomedea ingår i släktet Silba och familjen stjärtflugor. Inga underarter finns listade i Catalogue of Life.